# Mais où est le cheval de Saint-Nicolas ?
Série
Le Cheval de Saint Nicolas
(2005)
Pour plus de détails, voir Fiche technique et Distribution.
Mais où est le cheval de Saint-Nicolas ? (Waar is het paard van Sinterklaas?) est un film néerlandais réalisé par Mischa Kamp, sorti en 2007. Il s'agit de la suite du film Le Cheval de Saint Nicolas sorti en 2005.

## Synopsis
L'histoire de Winky Wong, une petite Chinoise tout juste arrivée en Europe, dont l'imagination sans bornes l'aidera à s'intégrer. Les premiers temps sont difficiles jusqu'à ce qu'elle apprenne que, dans ce pays, un vieil homme à la barbe blanche appelé Saint Nicolas offre des cadeaux aux enfants. En secret, elle décide alors de tout mettre en œuvre pour que Saint Nicolas lui apporte un cheval.

## Fiche technique
- Titre : Mais où est le cheval de Saint-Nicolas ?
- Titre original : Waar is het paard van Sinterklaas?
- Réalisation : Mischa Kamp
- Scénario : Tamara Bos, d'après son propre roman
- Production : Burny Bos, Michiel de Rooij, Sabine Veenendaal, Hilde De Laere et Kim Klaase
- Sociétés de production : Bos Bros. Film & TV Productions et MMG Film & TV Production
- Budget : 1,7 million d'euros
- Musique : Johan Hoogewijs
- Photographie : Lennert Hillege
- Montage : Sander Vos
- Décors : Frederiek Delfos et Anita Kars
- Costumes : Maartje Wevers
- Pays d'origine :  Pays-Bas,  Belgique
- Format : Couleurs - 1,85:1 - Dolby Digital - 35 mm
- Genre : Comédie dramatique
- Durée : 90 minutes
- Date de sortie :
  - Pays-Bas : 10 octobre 2007

## Distribution
- Ebbie Tam : Winky Wong
- Aaron Wan : Vader Winky
- Hanyi Han : Moeder Winky
- Naomi Sapoen : Ling
- Esmay Lee Ann : Pasgeboren Ling
- Jan Decleir : Oom Siem / Goedheiligman
- Betty Schuurman : Tante Cor
- Anneke Blok : Juf Sigrid
- Eric van der Donk : Oom Jacob
- Mamoun Elyounoussi : Samir
- Sallie Harmsen : Sofie
- Theo Schraven : Vader Sofie
- Pim de Pimentel : Bram
- Nils Verkooijen : Joris
- Ezra Koldenhof : Frederik
- Albertine de Kanter : Moeder Frederik
- Marcel Musters : Dokter
- Harry van Rijthoven : Burgemeester
- Henry van Loon : Hoofdpiet
- Anouk Slabbers : Stand-in Winky